# Acebo (Cáceres)
Acebo es un municipio español de la provincia de Cáceres, Extremadura. Se localiza al noroeste de la provincia, en la Sierra de Gata.

## Símbolos
El escudo de Acebo fue aprobado por la Consejería de Desarrollo Rural de la Junta de Extremadura mediante la "Orden de 15 de noviembre de 2004, por la que se aprueba el Escudo Heráldico, para el Ayuntamiento de Acebo", la cual fue publicada en el Diario Oficial de Extremadura el 4 de diciembre de 2004, tras haber sido aprobado por el pleno el 21 de julio de 1995 y recibir informe favorable del Consejo Asesor de Honores y Distinciones de la Junta de Extremadura el 9 de noviembre de 2004. El escudo, según esta Orden, se define así:

Escudo partido. Primero, de oro, árbol acebo de sinople. Segundo, de sinople, cuatro bolillos de plata colocados en palo. Entado en punta, ondas de plata y azur. Al timbre, corona real de España.

## Geografía física

### Situación
Pertenece a la mancomunidad de la Sierra de Gata. Está resguardado por el monte Jálama que tiene 1492 m s. n. m. de altitud. También se encuentra el Teso Porras que tiene una altitud de 1038 metros.
El municipio de Acebo se sitúa en la hondonada del valle formado por la Rivera de Acebo, a 504 m de altitud, rodeado por las cumbres del Jálama (1487 m), el Teso Porras (1030 m) o el Teso Carranco (1059 m).
El término municipal limita con:
- El Payo al norte;

Localización del término municipal de Acebo en la provincia de Cáceres.

- San Martín de Trevejo y Villamiel al oeste;
- Hoyos y Perales del Puerto al sur;
- Gata al este.

### Clima
Acebo cuenta con un microclima, que facilita el cultivo de diversos frutales destacando entre ellos, los naranjos y limoneros. El clima se caracteriza por veranos cálidos e inviernos suaves. Las noches en verano, suelen ser agradables, debido a la suave brisa que persiste hasta el amanecer.

## Naturaleza

### Flora
La flora está formada principalmente por pino, el alcornoque, el castaño y el roble, así como la jara, el brezo, el madroño y la lavanda, olivo, vid y naranjo. Aparte de su flora autóctona, como el Loro del Becerril y el Mostajo de Acebo.
En las altas cumbres predomina el matorral, mientras que en las laderas imperan los bosques de pinos y de robles mezclados con algunos castaños. En las zonas más llanas también hay extensos pinares. El principal cultivo, como en el resto de la sierra de Gata, es el del olivo, en minifundios de huertas. Las fuentes en tiempos modernos —Catastro Ensenada en el siglo XVIII o el diccionario de Madoz en el siglo XIX— citan viñas, perales, cerezos, guindos o limoneros y las naranjas que se exportaban al resto de pueblos de la comarca y Castilla. Aún hoy, los huertos de naranjas forman una estampa característica en torno al núcleo urbano. Las mismas fuentes citan la crianza de cabras, vacas, puercos o caballos en los pastos bajos. En el pueblo, la producción de miel y cera han tenido igualmente un papel importante. La situación geográfica e hidrográfica de la zona ha favorecido también la presencia de molinos y lagares en las Riveras del Caíz o de Carreziudad. Así como la instalación de una central hidroeléctrica, en 1911, que estuvo en funcionamiento hasta los años 80 del siglo XX.

## Historia

### Edad Media
A falta de más datos, la fundación de Acebo se produce en los años posteriores a la reconquista de este territorio, a comienzos del siglo XIII. Desde sus inicios, la localidad aparece como una aldea de la ciudad de Coria. Se cita por primera vez, en 1235, en la carta puebla otorgada a Villamiel. Será entonces administrada por la orden de Alcántara, tal y como establece la tenencia que el rey Fernando IV realiza en Sevilla al maestre Gonzalo Pérez. En un momento indeterminado, de acuerdo a su condición, Acebo se desmembró de la orden para ser posesión plena de la diócesis de Coria.

### Edad Moderna

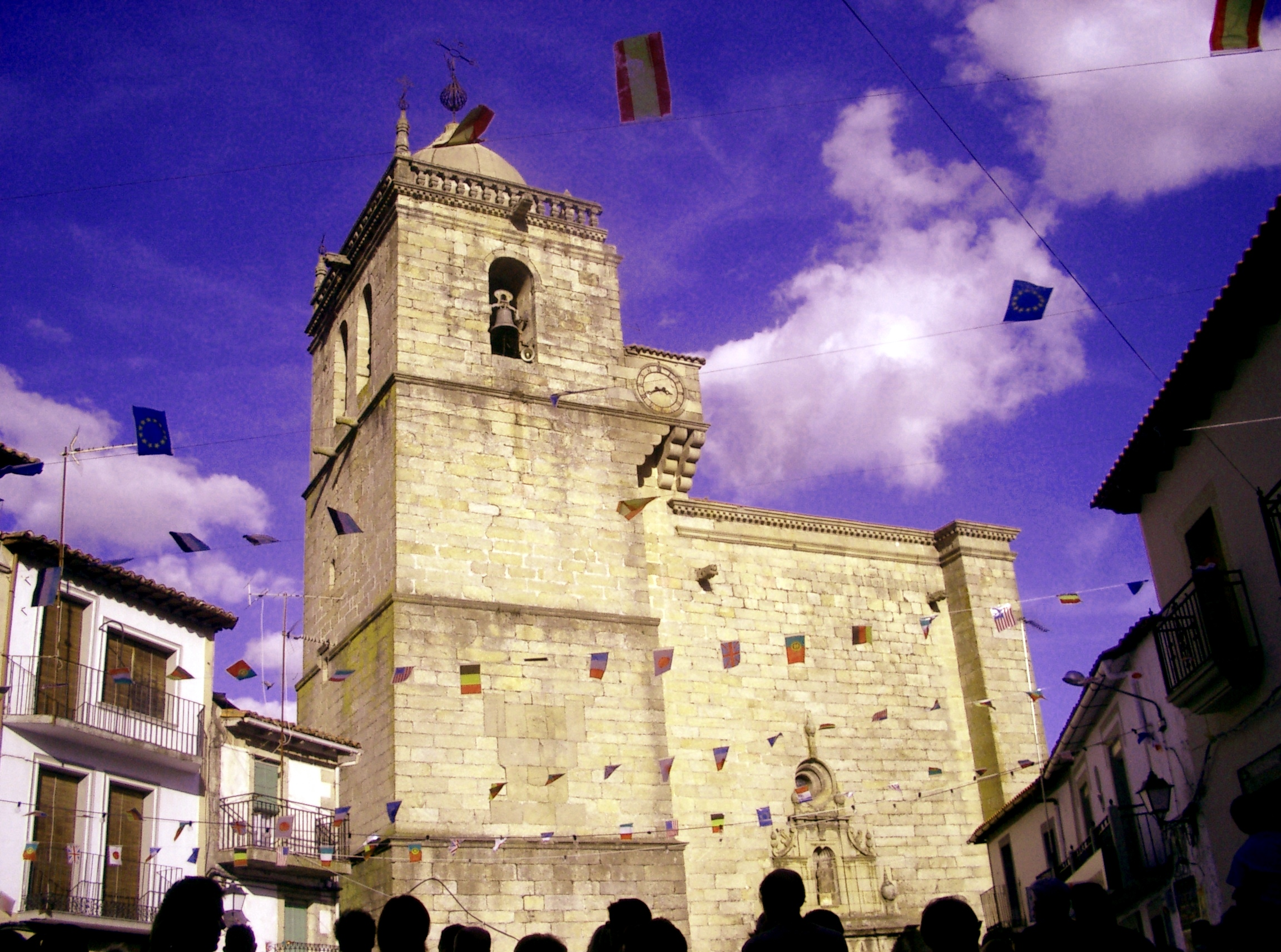
Iglesia de Nuestra Señora de los Ángeles.

Según el Presbítero Vicente Navarro del Castillo, cinco vecinos de Acebo participaron en la Conquista americana; entre ellos el más destacable fue Andrés Hernández que, entre otras acciones castrenses, participó en 1567 en la refundación de Caracas (Venezuela).
La ciudad fue enajenada, primero, en favor del conde de Coria don Gutiérrez Solís y posteriormente por la casa de Alba. Así, a lo largo de la Edad Moderna Acebo pertenecerá al marquesado de Coria, dentro de la casa ducal de Alba. La posesión acabó con la abolición de los señoríos jurisdiccionales a raíz de la Ley de 3 de mayo de 1823, en el marco del Trienio Liberal. En Acebo, este hecho tuvo su máxima expresión cuando la población eliminó el escudo de armas de los Alba que estaba en el costado occidental de la torre de la iglesia.
A principios del siglo XVI la vida acebana sufrió un importante revulsivo con la fundación del monasterio de monjas Terceras, llamado Santiago de las Dueñas o Santiago de Moncalvo, en el paraje de Revolcobo. Debido a lo retirado de su emplazamiento, se pidió constantemente su traslado al núcleo urbano, hecho en el que participó activamente el concejo, cediendo los terrenos junto a la ermita del Espíritu Santo, que fue demolida para la obra, y facilitando dinero, madera o la mano de obra. El traslado definitivo de los frailes al nuevo monasterio se llevó a cabo el 4 de noviembre de 1595 en medio de grandes festejos. El convento llegó a proporcionar estudios de Gramática y Retórica y albergaba dos cofradías, la del Espíritu Santo y la de la Inmaculada Concepción. Finalmente, fue
suprimido en el año 1821.
En el año 1588, la localidad tenía 400 vecinos según el censo ordenado por el obispo cauriense Pedro García de Galarza. Según el inventario artístico realizado por el obispo don Luis de Salcedo y Azcona, en visita a la diócesis de Coria entre 1713-1716, tenía Acebo 300 vecinos. En 1753 hay 297 vecinos lo que supondría aproximadamente 1188 habitantes.
Destacamos la valiosa información que proporciona el Interrogatorio de la Real Audiencia de 1791 (Rodríguez Cancho, Barrientos Alfageme, 1993), puesto que refleja la intensa vida religiosa del municipio, que se desarrollaba en torno a su parroquia. Asistían a los 380 vecinos un total de 7 sacerdotes presbíteros (uno ordenado de epístola y 3 de menores órdenes capellanes) los cuales vivían en la casa parroquial. En cuanto a la parroquia acebana, se dotaba a partir del impuesto del diezmo, pero también de escrituras censales de particulares, de las capellanías que tenía agregadas (hasta una veintena), de los enterramientos y, finalmente, del toque de campanas. Además, en Acebo había cuatro Obras Pías, como la de San Joseph que tenía una carga anual de 89 misas. Por último, en la localidad existían cinco cofradías, siendo la más numerosa la de la Veracruz con 180 hermanos.

### Edad Contemporánea
A la caída del Antiguo Régimen la localidad se constituye en municipio constitucional en la región de Extremadura, Partido Judicial de Gata que en el censo de 1842 contaba con 430 hogares y 2355 vecinos.
En aquella misma época, la producción del pueblo consiste principalmente en el aceite famoso de la sierra de Gata, que se exporta a Castilla, y algunos años a Portugal, por arrieros en su mayor parte de ambos puntos; el vino así como las castañas bastan para el consumo del pueblo; y del vino blanco se lleva alguna porción a Salamanca y otras poblaciones. Es nula la cosecha de granos. Hay ganado cabrío, lanar, asnal, vacuno, caballar y mular, y no faltan perdices, conejos, liebres, ciervos, jabalíes, lobos y zorros.

## Demografía
Acebo cuenta con una población de 576 habitantes (INE 2024).
| Gráfica de evolución demográfica de Acebo entre 1842 y 2021                                                         |
| |
| Población de derecho según los censos de población del INE Población de hecho según los censos de población del INE |

## Patrimonio

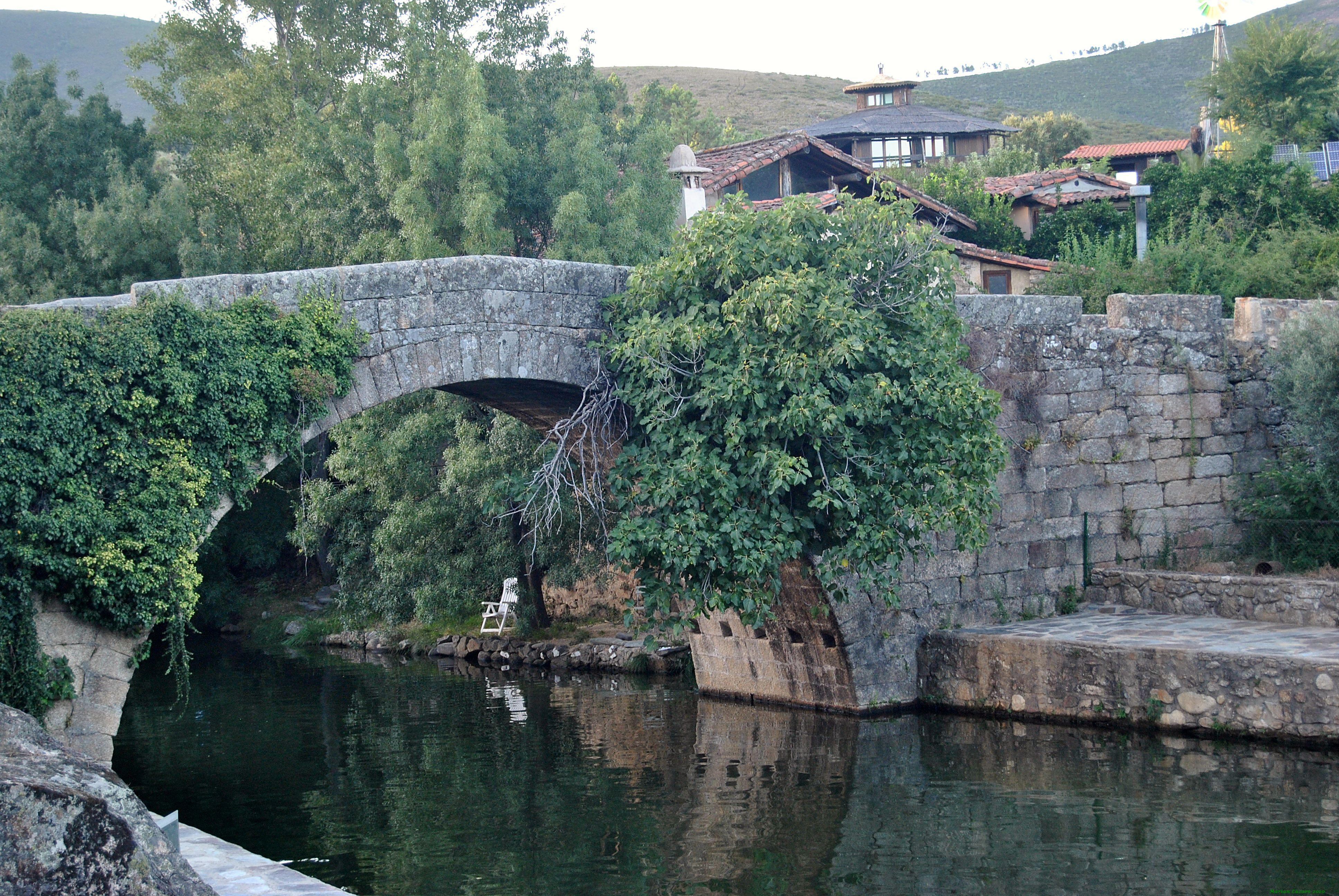
Puente Carreciá.

Entre sus sitios de interés destaca la iglesia de Nuestra Señora de los Ángeles, del siglo XVI que se comenzó a construir en el siglo XV, la Ermita del Cristo y La sinagoga judía. Otros lugar que se puede visitar es el barrio judío, situado detrás de la iglesia y en una de cuyas casas se pueden encontrar cabezas celtas.
Posee dos piscinas naturales en perfecto estado de conservación, Jevero y Carreciá. A unos 1.5 km del pueblo

## Cultura

### Festividades
| Fecha               | Nombre                               |
| ------------------- | ------------------------------------ |
| 20 de enero         | San Sebastián                        |
| 3.er sábado de mayo | Romería de la Virgen de la Herradura |
| 15 de agosto        | Nuestra Señora de los Ángeles        |

### Tradiciones
Artesanía
Como artesanía cabe destacar el encaje de bolillos.
Juegos populares
- Existe un juego local, la raya, que con la creación de una asociación cultural se ha visto potenciado en los últimos años.[8]
- Otro juego con mucha tradición es el "zápiti". Que fue creado en este municipio este juego es, muy parecido al mus, que se juega con solo tres cartas y sin descartes.

### Gastronomía
- Se elaboran productos artesanales sin ningún tipo de conservantes que hacen las delicias de los paladares más exigentes. Así el turista se puede llevar a su casa una de las mejores mieles que se envasan en Extremadura.
- Se elabora (Vino de Pitarra) mediante el sistema tradicional autóctono de Acebo.
- También se elabora ensalada de naranjas (mojeteo).
- En Semana Santa se elaboran las (Patatas Rellenas).
- (Las Migas) se realizan con miga de pan mojada en leche frita

## Deportes

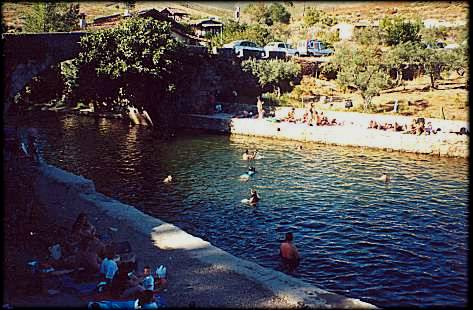
Piscina natural Carreciá

Existe una ruta verde perfectamente señalizada para realizar el senderismo. Es el segundo en importancia en Extremadura. Uno de los caminos de la ruta conduce a La Cervigona, un salto de agua de más de 60 metros de altura, existen varias opciones para hacer la ruta. La más larga parte de la piscina natural y área recreativa de Jevero, donde existen paneles indicativos de la ruta. Otra opción es desde el embalse Prado de las Monjas, al que se llega en vehículo desde la piscina natural de Jevero. Es frecuente ver también a los pastores con sus rebaños por el monte.
Para los amantes de los deportes de alto riesgo Acebo ofrece la posibilidad de practicar actividades como la espeleología en antiguas minas abandonadas de wolframio y de estaño. También se pueden practicar deportes como: escalada, senderismo, barranquismo, cicloturismo, etc.
En el embalse del Prado de la Monja se pueden pescar las más finas y exquisitas truchas autóctonas que existen en la península ibérica, además de otras especies como barbos y bogas.
En la localidad también hay una pista de pádel, que está situada al lado de la pista polideportiva. Encontramos también un gimnasio.